# Görbe János
Görbe János (Jászárokszállás, 1912. november 15. – Budapest, 1968. szeptember 5.) Kossuth-díjas magyar színész, Görbe Nóra színésznő édesapja.

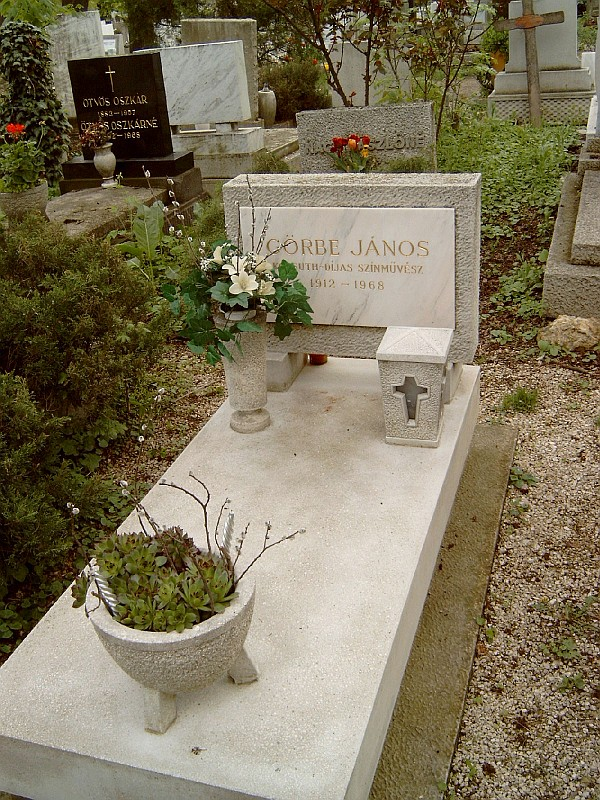
Görbe János sírja Budapesten. Farkasréti temető: 33/4-2-47.

## Élete
Gyermekkorában bojtár, címfestőinas volt Jászárokszálláson, majd a fővárosban segédmunkásként kereste kenyerét.
1940-ben Rózsahegyi Kálmán színiiskolájának elvégzése után vidékre szerződött, majd a Belvárosi Színház és a Kolozsvári Nemzeti Színház, 1945-től a Nemzeti Színház, 1949-től a Belvárosi Színház tagja volt. 1952-től egy évadot újból a Nemzeti Színháznál töltött. 1954-től a Magyar Néphadsereg Színházában, majd az Ifjúsági Színházban játszott. 1963-tól a Miskolci Nemzeti Színház, 1965-től haláláig a győri Kisfaludy Színház tagja volt.

## Karakterei
Drámai ereje, természetes játéka elmélyült elemzőkészséggel párosult. Az egyszerű emberek jellemét, sorsát hitelesen ábrázolta színpadon és filmen egyaránt. Összesen ötvenkilenc filmszerepe volt, Szőts István Emberek a havason c. filmjében nyújtott alakítása (1942) nagy feltűnést keltett a Velencei biennálén.

## Emlékezete
Szülőhelyén 1987-ben emlékszobát nyitottak, ahol pályafutásának dokumentumait állították ki.

## Díjai
- Kossuth-díj (1951)
- Magyar Filmkritikusok Díja – A legjobb férfi alakítás díja (1966) - (Húsz óra, Szegénylegények) [6]

## Főbb szerepei
A Színházi adattárban regisztrált bemutatóinak száma (1946-): 40; ugyanitt tizenegy színházi felvételen is látható.
- Budai Nagy Antal (Kós Károly)
- Balga (Vörösmarty Mihály: Csongor és Tünde)
- Petur (Katona József: Bánk bán)
- Csendes Imre (Dobozy Imre: Szélvihar)
- Alekszej (Visnyevszkij: Optimista tragédia)

## Filmjei

### Játékfilmek
- Földindulás (1939)
- Sárga rózsa (1940)
- Elkésett levél (1940)
- Gül Baba (1940)
- Emberek a havason (1942)
- A két Bajthay (1942)
- Menekülő ember (1943)
- Ének a búzamezőkről (1947)
- Szabóné (1949)
- Ludas Matyi (1949)
- Felszabadult föld (1950)
- Teljes gőzzel (1951)
- Civil a pályán (1951)
- Becsület és dicsőség (1951)
- Föltámadott a tenger (1953)
- Életjel (1954)
- Az élet hídja (1954)
- Egy pikoló világos (1955)
- A tenyészsertések kiválasztása (1955) - Bacsó
- Itthon (1955)
- Razzia (1958)
- Dani (1957)
- Ház a sziklák alatt (1959)
- Tegnap (1959)
- Az arcnélküli város (1960)
- Megöltek egy lányt (1961)
- Két félidő a pokolban (1961)
- Jó utat autóbusz (1961)
- Isten őszi csillaga (1962)
- Pacsirta (1963)
- Így jöttem (1964)
- Déltől hajnalig (1964)
- Nyaralás Piroskával (1965)
- Szentjános fejevétele (1965)
- Húsz óra (1965)
- Szegénylegények (1965)
- Ketten haltak meg (1965)
- És akkor a pasas...(1966)
- Sikátor (1966)
- Lássátok feleim (1966)
- Ünnepnapok (1966)
- Harlekin és szerelmese (1967)
- Feldobott kő (1967)
- Isten és ember előtt (1967)
- Csend és kiáltás (1968)
- A beszélő köntös (1968)

### Tévéfilmek
- A veréb utcai csata (1959)
- Példázat 1-6. (1964)
- Barbárok (1966)
- Mocorgó (1967)
- Oly korban éltünk 1-5. (1966)
- Princ, a katona 1-13. (1966)
- Bánk bán (1968)